# David Buxton
 (septembre 2018).
Si vous disposez d'ouvrages ou d'articles de référence ou si vous connaissez des sites web de qualité traitant du thème abordé ici, merci de compléter l'article en donnant les références utiles à sa vérifiabilité et en les liant à la section « Notes et références ».
Pour les articles homonymes, voir Buxton.
David Buxton (né à Oamaru en 1955) est un sociologue français d'origine néo-zélandaise, spécialiste de l'étude des médias, particulièrement des séries télévisées.

## Biographie
Titulaire d'une licence (B.A.) en anthropologie (Victoria University of Wellington, 1976), d'un diplôme de l'École des Hautes Études en Sciences Sociales (1979), et d'un doctorat en sociologie (Université Paris VII, 1983), il a enseigné à l'Université de Rennes II de 1984 à 1987 et à l'Université de Paris X-Nanterre depuis 1988. À partir de 2008, il est  professeur en sciences de l'information et de la communication à l'Université de Paris Ouest - Nanterre La Défense, où il animera le groupe "industries culturelles, cinéma, télévision" au sein du laboratoire HAR (Histoire des Arts et des Représentations). Depuis 2012, il est directeur de publication de la "Web-revue des industries culturelles et numériques" (voir lien ci-dessous). Il a animé par ailleurs des cours d'anglais à Supélec de 1985 à 2014.
Il est le bassiste du groupe de rock expérimental Documents (2002-05).
De 2000 à 2023, il anime l'émission  Epsilonia avec Jean-Baptiste Favory une émission radiophonique de deux heures mensuelles consacrée aux musiques contemporaines, free jazz, free rock sur Radio Libertaire.